# 9748 van Ostaijen
9748 van Ostaijen eller 1989 CS2 är en asteroid i huvudbältet som upptäcktes den 4 februari 1989 av den belgiske astronomen Eric W. Elst vid La Silla-observatoriet. Den är uppkallad efter den belgiske poeten Paul van Ostaijen.
Asteroiden har en diameter på ungefär 3 kilometer.